# Lane Cove West
Lane Cove West – geograficzna nazwa dzielnicy (przedmieścia), położona na terenie samorządu lokalnego Lane Cove, wchodzącego w skład aglomeracji Sydney, w stanie Nowa Południowa Walia, w Australii.